# Bursera simaruba
A Bursera simaruba, comumente conhecida como gumbo-limbo, copperwood, chaca, e turpentine tree, é uma espécie de árvore da família Burseraceae, nativa de regiões tropicais das Américas, incluindo o Sul da Flórida, o México, as Caraíbas, o Brasil, a Nicarágua e a Venezuela. As Bursera simaruba são uma espécie dominante na eco-região dos mangais de Petenes, no Iucatão.

## Descrição

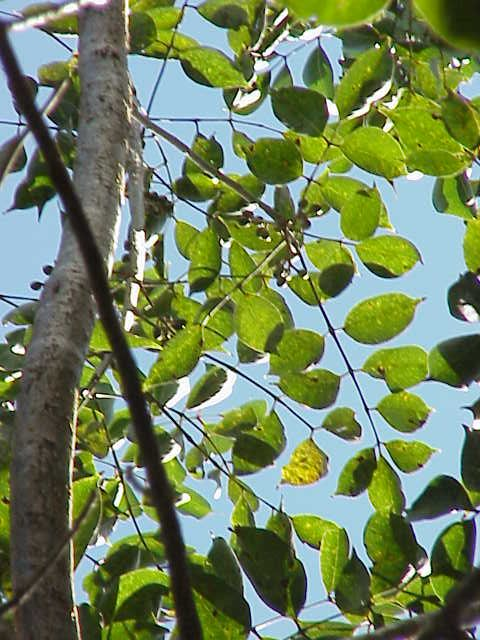
Folhas

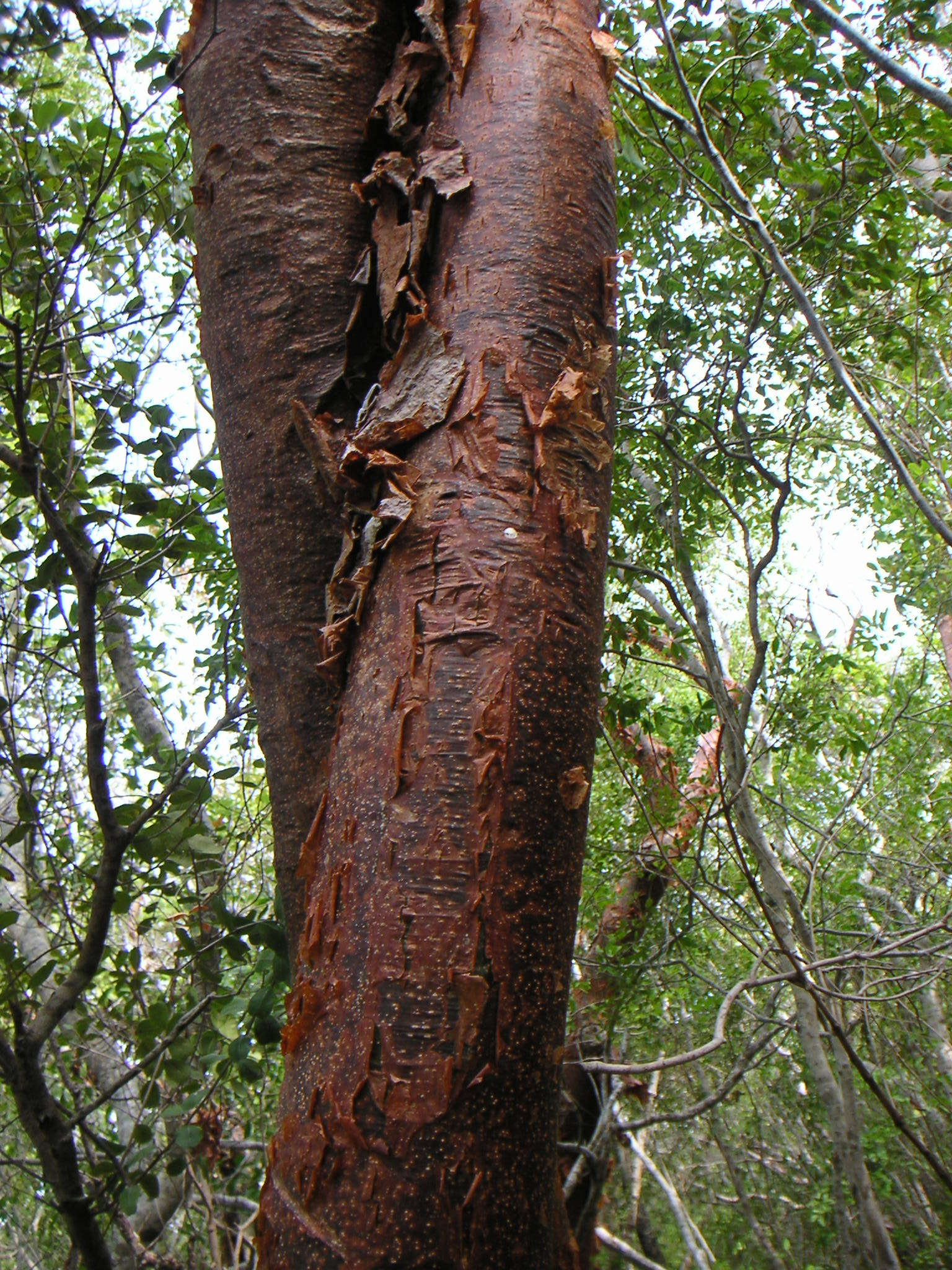
Casca pela da "árvore turista"

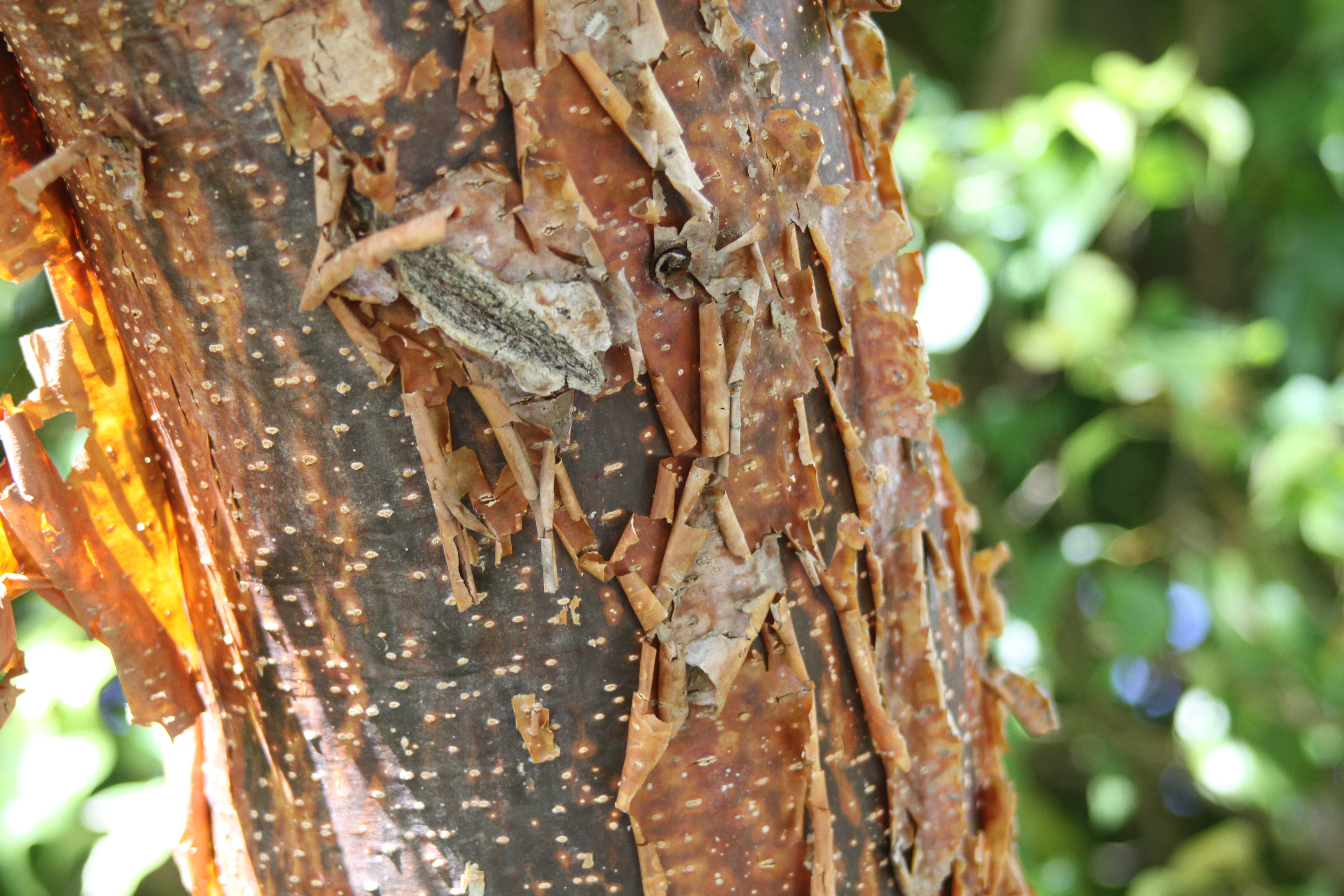
Casca de uma gumbo Limbo em Duck Key, na Flórida

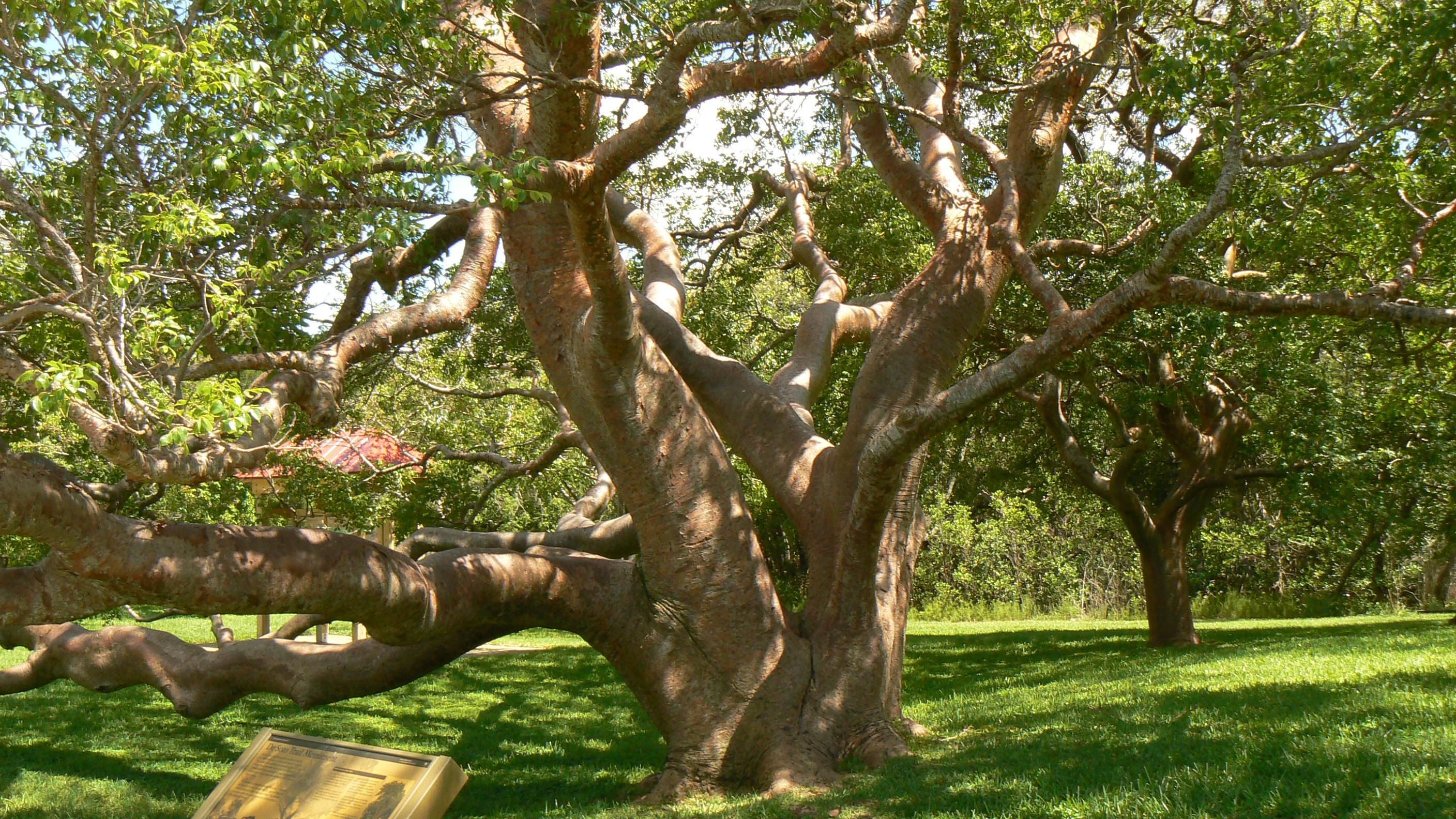
Gumbo Limbo, De Soto National Memorial, Flórida

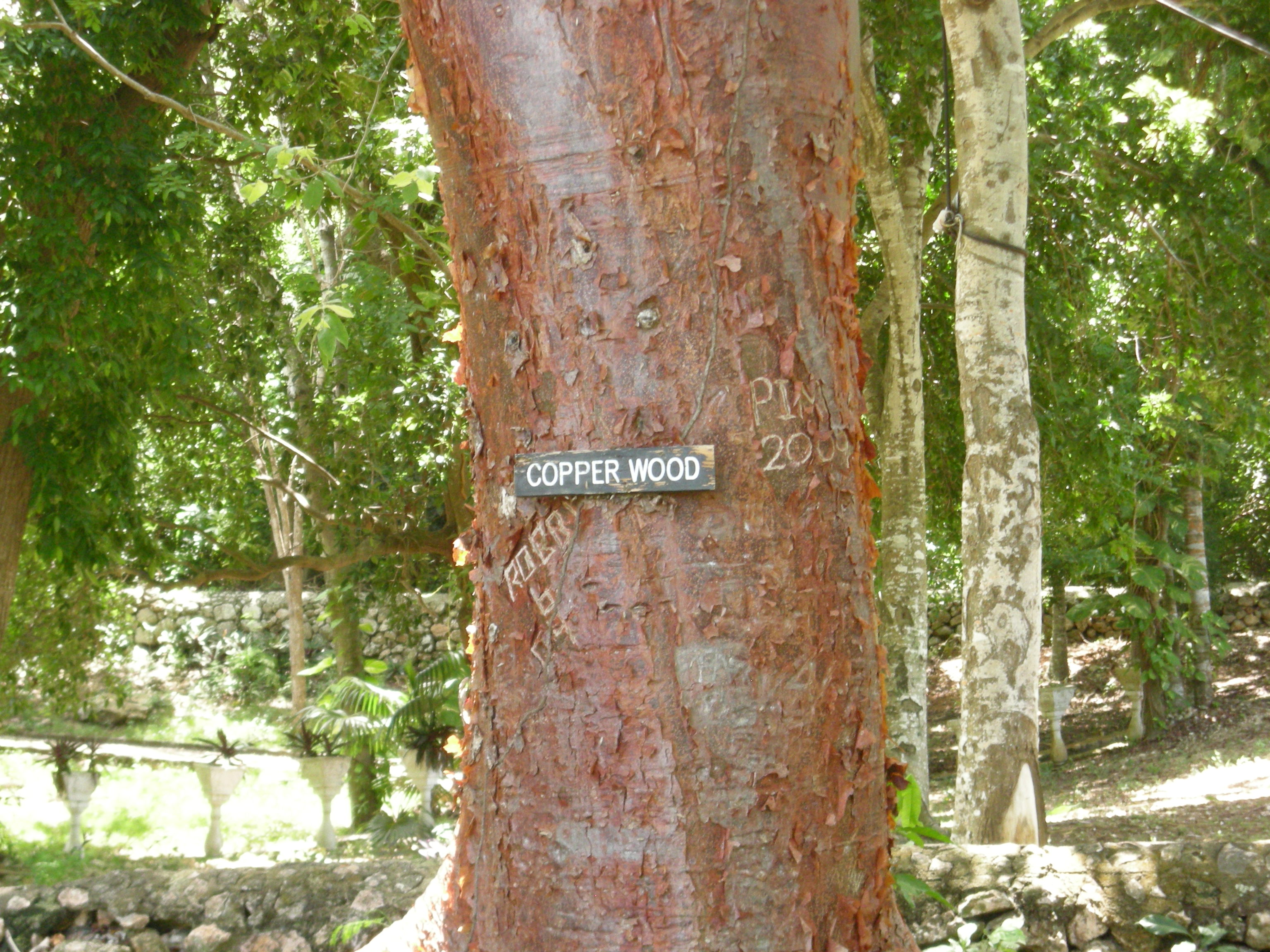
Gumbo Limbo, conhecida com copperwood na Jamaica, nos terrenos de Rose Hall, Montego Bay, na Jamaica.

As gumbo-limbo são designadas comicamente por árvores turistas porque a sua casca é vermelha e a casca desprende-se como a pele queimada pelo sol dos turistas descuidados.
A árvore produz alguns frutos maduros durante todo o ano, mas a principal época de frutificação é de março a abril, na zona setentrional de distribuição da planta. O fruto é uma pequena cápsula de três válvulas que envolvem uma única semente recoberta por um arilo vermelho de 5-6 mm de diâmetro. Tanto os frutos verdes como os maduros estão pendurados em hastes frágeis que se desprendem da árvore se esta for agitada. As cápsulas maduras abrem por deiscência ou são abertas pelas aves. Os pássaros procuram os frutos do gumbo-limbo para se alimentarem do arilo, que, embora pequeno, é rico em lipídos (cerca de metade do seu peso em seco).

## Utilizações
As gumbo-limbo são plantas muito úteis, tanto economicamente como ecologicamente. Crescem rapidamente e estão bem adaptadas a diferentes tipos de habitats, entre os quais solos salgadiços e calcários (contudo, não tolera solos pantanosos). As gumbo-limbo são também uma das árvores mais resistentes ao vento e são, por isso, recomendadas para regiões zonas que são assoladas por furacões, como a Flórida. Podem ser plantadas para proteção de campos semeados ou estradas contra o vento, ou como postes de sebes vivas. Quando plantadas em solos de boa qualidade, rapidamente crescem pequenos ramos e raízes, que ao fim de pouco anos resultarão em árvores de boas dimensões. A madeira da gumbo-limbo pode ser utilizada para construção, mas não é muito robusta. É dura mas quebra com alguma facilidade. O tronco é utilizado no Haiti para fazer tambores e como lenha, e a sua resina, chamada chibou, cachibou ou gomartis, é utilizada como cola, verniz e incenso.
O crescimento rápido das gumbo-limbo, a facilidade e rapidez da sua propagação, e a sua versatilidade ecológica fazem com que sejam altamente recomendadas como árvore "inicial" para reflorestação, mesmo em habitats degradados, papel em que tem um melhor desempenho do que a maioria das outras espécies exóticas.